# 石井三友
石井 三友（いしい さんゆう、1808年2月15日 - 1890年11月20日）は、江戸時代から明治時代にかけての日本の著作家である。
記録性に富む郷土史や風俗、農業の著作を数多く著し、史料性の高さから多くの著書が秋田県五城目町の有形文化財に指定されている。

## 経歴
出羽国内川村黒土（現在の秋田県五城目町内川黒土）の生まれ。幼名は長吉。石井家は地主で代々肝煎をつとめていた家柄。当主は「長左衛門」の名を継いでおり、長吉ものちに家督を継いで長左衛門と名乗った。三友は号。
三友は5歳のときに母親を病気でなくし、その後は継母に育てられ、10歳ころから寺子屋で読み書きを習い始めた。向学心旺盛な三友は、本来は武士の子弟の教育機関であった久保田（現在の秋田市）の藩校・明徳館にも出向き、懇願して教えを請うこともあった。三友の後年の著書『醒者の塵筺』によれば、1841年、35歳のときに見聞を広めるために「お伊勢参り」に出かけようとした際には、明徳館の先生が知恵を授け、江戸までは藩の役人のお供として旅をし、その給金を元手に伊勢までの旅を続けた。
俳句、彫刻、書をたしなみ、みずから著した五城目町周辺の郷土史、風俗、農業に関連した多くの著作は記録性に富んでいる。そのため一部は『新秋田叢書』の一冊として活字化され1977年に出版されている。
代表作『秋田繁盛記』（20巻）、『醒者の塵筺』などで五城目を中心にした言い伝えや人情、風俗を描いている。『秋田繁盛記』には今日まで続いている五城目の朝市の往時の様子も記されている。天保年間の凶作を取材した『凶年考』は記録性、資料性に特に優れている。農業を論ずる際は農民側の視点に立っていたのが特徴。三友の膨大な著書は五城目町の有形文化財に指定されている。
著書はすべて手作りで、みずから紙を漉き、製本までこなした。挿絵もみずから墨絵で描いた。発句にも優れ、80歳で著した『老の笑ひ残り』には多くの発句を掲載している。

## 参考資料
- 秋田魁新報社 編『秋田人名大事典』ISBN 978-4870202061